# МРТ 2
МРТ 2 (алб. RTM 2) — второй телеканал Македонского радиотелевидения, основанный 6 марта 1978 года как вторая программа Телевидения Скопье.

## История
Канал был запущен 6 марта 1978 года в Скопье. Транслировался сначала каждый понедельник, затем каждую среду в течение 4 часов в цветном формате (в остальные дни вместо них транслировались другие телеканалы Югославии). Вторая программа была альтернативным и дополнительным каналом к Первому. По второму каналу транслировались информационно-документальные и культурно-познавательные программы. Главным редактором канала долгое время был Зоран Вангелов.
С 1994 года канал вещает на албанском, турецком, сербском, цыганском, валашском и боснийском языках — языках национальных меньшинств Северной Македонии. Время вещания: с 7:00 утра до 1:30 ночи.